# Pherallodiscus funebris
Pherallodiscus funebris är en fiskart som först beskrevs av Gilbert, 1890.  Pherallodiscus funebris ingår i släktet Pherallodiscus och familjen dubbelsugarfiskar. IUCN kategoriserar arten globalt som livskraftig. Inga underarter finns listade i Catalogue of Life.